# Potok (Prijepolje)
Pour les articles homonymes, voir Potok.
Potok (en serbe cyrillique : Поток) est un village de Serbie situé dans la municipalité de Prijepolje, district de Zlatibor. Au recensement de 2011, il comptait 120 habitants.

## Démographie
| 1948 | 1953 | 1961 | 1971 | 1981 | 1991 | 2002 | 2011 |
| ---- | ---- | ---- | ---- | ---- | ---- | ---- | ---- |
| 326  | 385  | 422  | 483  | 489  | 377  | 282  | 120  |

|  |